# Тланкасипи, Серо Гранде (Сан Фелипе Тепатлан)
Тланкасипи, Серо Гранде (шп. Tlancacipi, Cerro Grande) насеље је у Мексику у савезној држави Пуебла у општини Сан Фелипе Тепатлан. Насеље се налази на надморској висини од 729 м.

## Становништво
Према подацима из 2010. године у насељу су живела 2 становника.

### Хронологија
| Година       | 2000 | 2005         | 2010 |
| ------------ | ---- | ------------ | ---- |
| Становништво | 8    | 25 (12 / 13) | 2    |

### Попис
| # | Индикатор                     | Вредност |
| - | ----------------------------- | -------- |
| 1 | Укупно домаћинстава           | 2        |
| 2 | Укупно насељених домаћинстава | 1        |
| 3 | Величина локације             | 1        |